# Штурмгауптфюрер
Штурмгауптфю́рер (нім. SS-Sturmhauptführer) — військове звання СС, яке виникло у Націонал-Соціалістичної робітничої партії Німеччини, а потім у зв'язку з розширенням організації розповсюджувалось на штурмові загони СА (нім. Sturmabteilung) в 1928 та надалі на організацію СС. Це звання було еквівалентно званню Гауптмана (капітан) у  Вермахті.
По-перше, звання штурмгауптфюрера СА присвоювалося офіцерам організації, керівникам рот в частинах СА. Звання перекладалося, як старший лідер штурмової групи, ведучи своє походження від керівників перших штурмових груп в часи Першої світової війни, які командували штурмовими ротами при проведенні наступальних операцій.
У відношенні ієрархії СС, це звання було введено в 1930, й було старшим за звання штурмфюрер. Штурмгауптфюрер розглядався як аналог старшого лейтенанта, але пізніше з 1932 після введення звання оберштурмфюрер, звання автоматично стало дорівнювати званню гауптмана.
Після Ночі довгих ножів в 1934, СС змінило назву на гауптштурмфюрер.
В системі СА звання штурмгауптфюрер залишалося чинним до 1945.